# محمد عبد الوهاب الجندي
الشريف محمد بن عبد الوهاب الجندي العبّاسي (1797 - 5 سبتمبر 1848) (1211 - 7 شوال 1264) فقيه مسلم وشاعر وناثر سوري. ولد في معرة النعمان وتعلّم فيها على والده وغيره من العلماء. تولّى منصب الإفتاء في معرّة مرّتين، وفي حمص مرّة. له شعر كثير، ونثر متنوّع الأغراض والمناسبات. توفي في بلدته. 

## سيرته
ولد محمد بن عبد الوهاب بن إسحاق بن عبد الرحمن بن حسن بن محمد الجندي العباسي المعري، في معرة النعمان سنة 1211 هـ/ 1797 م و نشأ بها في عائلة معروفة. 

توفي في يوم الإثنين 7 شوال سنة 1264/ 1845 ودفن في مقبرة أسرته المعروفة في المعرة بالجهة الغربية، وأعقب أمين الجندي الذي تولى منصب الإفتاء بدمشق.

## شعره
له في النظم البديعية والتخاميس والتشاطير والموشحات وأسئلة وأجوبة شعرية. من موشحاته البديعية:

## مؤلفاته
من مؤلفاته في النثر:
- المولد النبوي الشريف
- الموعظة الحسنة،
- شرح قينا قينا وهي لعبة للأولاد،
- شرح يا اشميس اطلعي لي، وهي أنشودة على طريق السادة الصوفية

وله أيضًا تعاليق عديدة في الفقه والعلوم العربية.